# حمزة وبناته الخمسة (مسلسل)
مسلسل مصري درامي عرض عام 2001 وعدد حلقاته ٢٢ حلقة كل حلقة ٤٥ دقيقة

## قصة المسلسل
وتدور احداثه حول المحامي اللامع «حمزة الدكروري» و«زوجته الوفية» «رقية» وبناته الخمس «زينب، عفاف، دينا، سوسن، ريهام». وفي ظل انشغال المحامي الدكروري تأخذ الزوجة الوفية رقية على عاقتها مهمة القيام بدور الام والاب معا، لتتيح الفرصة لزوجها كي يتقدم في عمله، حتى انها أصبحت دائمة الانشغال ببناتها وبيتها من دون الالتفات إلى زوجها، مما عرض حياتها الزوجية للفشل في الوقت الذي انجذب فيه الزوج إلى زميلة له في العمل.
وسط كل ذلك تموت الام رقبة تاركية لزوجها أصعب قضية في حياته وهي مواجهة مشاكل بناته الخمس.

## طاقم العمل[4]

### الممثلين
- يوسف شعبان
- آمال رمزي
- نشوى مصطفى
- مي عبد النبي
- رشوان توفيق
- بثينة رشوان
- كمال أبو رية
- ريم البارودي
- علاء مرسي
- دينا عبد الله
- عفاف حمدي
- حسام الخضري
- عصام شاهين
- ريم أحمد
- عظيمة حمدي
- شريف صبري
- صبحي خليل
- مها صبري
- رضا ربيع
- محمد درديري
- إبراهيم الأبيض
- محمود هريدي
- رباب إبراهيم
- محمود علوان
- ممدوح صالح
- جمال أمان
- جمال قاسم
- محمد القصبي
- نورا السباعي
- دعاء ناجي
- عبدالحميد سند
- نبيل الديب
- أحمد السيسي
- إسلام فهمي
- محاسن النجدي
- محمد رفعت
- وليد سامي
- عادل عطية
- نهاد رامي
- ليلى نصر
- فرج عبدالغتاح
- عصام لطفي
- عاده فلفل
- محمد مندور
- محمد عبدالحليم
- ليلى الإسكندرانية
- نبيل الهجرسي
- مصطفى أنور
- فاروق رمضان
- عبدالرحيم التنير
- عزت المشد
- حسن حسين
- محمد جبريل
- أمنية سعيد
- عبدالله حفني
- مصطفى موسى
- هانم محمد
- بسمة مصطفى
- مجدي عبدالوهاب
- سحر صابر
- عبدالقادر نصر
- منة الله
- هبة فوزي
- جمال عبدالسلام
- راندا أحمد
- محمد فرويز
- سمر إبراهيم
- باهر أبوحجر
- أحمد فرويز
- يامن مصطفى

### إخراج
- هاني إسماعيل (مخرج)
- وائل فتحي (مساعد مخرج)
- صفاء الصغير (مساعد مخرج)
- خالد رسلان (مساعد مخرج)
- العجمي السيد (المخرج المنفذ)

### تأليف
حسن المملوك (قصة وسيناريو وحوار)

### مهندس الديكور
- ايهاب العوامري

### مدير الإضاءة
- محمد نجيب

### مدير التصوير
- خيري المحلاوي
- فتحي فؤاد

### مونتاج
- متولي عبد المنعم
- محمد سليمان
- ناصر الامام (الفيديو والمونتاج)

### مراقب كاميرات
- حسني الجندي

### موسيقى
- جمال مصطفى (موسيقى تصويرية والحان)
- محمد سلام (أعداد موسيقى ومكساج)

### مصمم
- جمال قاسم
- مصطفى الطوخي (معارك)
- خالد المغربي (خدع)

### المالية
- علي حسين (مدير الإدارة المالية)
- محمد عبد الحفيظ (مدير الإنتاج)
- علاء (منفذ الإنتاج)
- قطاع الشؤن المالية والاقتصادية (توزيع)
- محمد السنجري (مدير إدارة الإنتاج)
- عادل الشاذلي (مدير إدارة الإنتاج)